# Talusan
Talusan is een gemeente in de Filipijnse provincie Zamboanga Sibugay op het eiland Olutanga. Bij de laatste census in 2007 had de gemeente bijna 23 duizend inwoners.

## Geografie

### Bestuurlijke indeling
Talusan is onderverdeeld in de volgende 14 barangays:
| - Aurora - Baganipay - Bolingan - Bualan - Cawilan - Florida - Kasigpitan | - Laparay - Mahayahay - Moalboal - Poblacion - Sagay - Samonte - Tuburan |

## Demografie
Talusan had bij de census van 2007 een inwoneraantal van 22.875 mensen. Dit zijn 4.481 mensen (24,4%) meer dan bij de vorige census van 2000. De gemiddelde jaarlijkse groei komt daarmee uit op 3,05%, hetgeen hoger is dan het landelijk jaarlijks gemiddelde over deze periode (2,04%). Vergeleken met de census van 1995 is het aantal mensen met 7.863 (52,4%) toegenomen.

De bevolkingsdichtheid van Talusan was ten tijde van de laatste census, met 22.875 inwoners op 58,16 km², 393,3 mensen per km².